# SN 2009ep
SN 2009ep – supernowa typu Ia odkryta 11 maja 2009 roku w galaktyce NGC 5329. W momencie odkrycia miała maksymalną jasność 15,50m.